# 阿爾貝一世 (摩納哥)
阿爾貝一世（法語：Albert Honoré Charles Grimaldi，1848年11月13日—1922年6月26日），摩納哥親王，1889年—1922年在位。
1910年，由於不滿高失業率以及政治經濟被法國控制，民眾要求成立憲法與議會，並威脅要推翻君主制。1911年，摩納哥憲法頒布。第一次世界大戰爆發時，阿爾貝一世曾寫信給德皇威廉二世，試圖阻止戰爭的發生。

## 家庭
1869年，阿爾貝與瑪麗·維多利亞·漢密爾頓結婚。瑪麗的父親是漢密爾頓公爵威廉·漢密爾頓，母親是巴登公主瑪麗·阿美莉埃。兩人唯一的孩子路易二世於1922年繼位為摩納哥親王。阿爾貝與瑪麗在1880年離婚。
1889年，剛即位的阿爾貝一世與前黎塞留公爵夫人的愛麗絲·海因結婚，兩人沒有子女。